# Ingrid Karch
Ingrid Karch (* 12. Juni 1943 in Ludwigshafen) ist eine deutsche Opernsängerin (Sopran) und Schauspielerin.

## Leben und Wirken
Ingrid Karch erhielt ihre künstlerische Ausbildung an der Opernschule in Mannheim. Ihr Debüt gab sie in Kassel, anschließend folgte ein Engagement am Theater Osnabrück. In Osnabrück war sie in der Operette Hochzeitsnacht im Paradies in der weiblichen Hauptrolle der Regine die Partnerin von Johannes Heesters; eine Aufführung dieser Produktion wurde auch für das Fernsehen aufgezeichnet und 1966 im ZDF ausgestrahlt. Danach war sie freiberufliche Sängerin. Gastverträge führten Karch an die Oper, zur Operette und zum Musical. Kurzzeitig absolvierte sie auch Auftritte in Fernsehproduktionen und trat bei dem Format Deutschland, Deine Pfälzer auch als TV-Moderatorin in Erscheinung. Karch nahm auch Schallplatten auf und gastierte als Operettensängerin beim Rundfunk.

## Filmografie
- 1966: Hochzeitsnacht im Paradies (Theateraufzeichnung)
- 1968: Darf ich mal reinkommen?
- 1969: Stelldichein beim Wein
- 1970: Erkennen Sie die Melodie? (eine Folge)